# Lista filmelor cu cele mai mari încasări în România
Următoarele liste reprezintă filmele cu cele mai mari încasări din România. Aceasta afișează doar câștigurile din box office și nu afișează venituri auxiliare (de exemplu: închiriere și vânzare de DVD-uri sau vânzarea drepturilor de televiziune).

## Cele mai mari încasări în România
Fundalul verde reprezintă filmele care încă rulează în săptămâna curentă în cinematografele din România.
| Poziție | Titlu                                       | Încasări în lei | An   | Ref      |
| ------- | ------------------------------------------- | --------------- | ---- | -------- |
| 1       | Avatar                                      | 18,537,471      | 2009 | [ # 1 ]  |
| 2       | Omul-Păianjen: Niciun drum spre casă        | 13,607,957      | 2021 | [ # 2 ]  |
| 2       | The Hobbit: The Battle of the Five Armies   | 10,858,515      | 2014 | [ # 3 ]  |
| 3       | The Hobbit: An Unexpected Journey           | 8,278,047       | 2012 | [ # 4 ]  |
| 4       | The Hobbit: The Desolation of Smaug         | 7,959,529       | 2013 | [ # 5 ]  |
| 5       | Ice Age: Continental Drift                  | 7,036,356       | 2012 | [ # 6 ]  |
| 6       | Ice Age: Dawn of the Dinosaurs              | 6,876,271       | 2009 | [ # 7 ]  |
| 7       | Pirates of the Caribbean: On Stranger Tides | 6,725,190       | 2011 | [ # 8 ]  |
| 8       | Interstellar                                | 5,974,851       | 2014 | [ # 3 ]  |
| 9       | Fifty Shades of Grey                        | 5,584,726       | 2015 | [ # 9 ]  |
| 10      | 300: Rise of an Empire                      | 5,538,340       | 2014 | [ # 10 ] |
| 11      | Skyfall                                     | 5,433,566       | 2012 | [ # 11 ] |
| 12      | Frozen                                      | 5,369,078       | 2013 | [ # 12 ] |
| 13      | The Wolf of Wall Street                     | 5,353,093       | 2013 | [ # 13 ] |
| 14      | The Twilight Saga: Breaking Dawn – Part 2   | 4,870,931       | 2012 | [ # 14 ] |
| 15      | Thor: The Dark World                        | 4,847,616       | 2013 | [ # 15 ] |
| 16      | 2012                                        | 4,844,214       | 2009 | [ # 16 ] |
| 17      | Alice in Wonderland                         | 4,572,425       | 2010 | [ # 17 ] |
| 18      | Noah                                        | 4,543,946       | 2014 | [ # 18 ] |
| 19      | Puss in Boots                               | 4,431,098       | 2011 | [ # 19 ] |
| 20      | Fast & Furious 6                            | 4,400,415       | 2013 | [ # 20 ] |
| 21      | The Avengers                                | 4,154,462       | 2012 | [ # 21 ] |
| 22      | Iron Man 3                                  | 4,048,668       | 2013 | [ # 22 ] |
| 23      | Penguins of Madagascar                      | 4,028,071       | 2014 | >        |
| 24      | Life of Pi                                  | 3,996,484       | 2012 | [ # 23 ] |
| 25      | Lucy                                        | 3,934,745       | 2014 | [ # 24 ] |
| 26      | The Dark Knight Rises                       | 3,767,823       | 2012 | [ # 25 ] |
| 27      | Immortals                                   | 3,766,453       | 2011 | [ # 26 ] |
| 28      | Dracula Untold                              | 3,730,341       | 2014 | [ # 27 ] |
| 29      | Guardians of the Galaxy                     | 3,704,645       | 2014 | [ # 28 ] |
| 30      | Now You See Me                              | 3,698,750       | 2013 | [ # 29 ] |
| 31      | Gravity                                     | 3,672,978       | 2013 | [ # 30 ] |
| 32      | Tangled                                     | 3,666,506       | 2011 | [ # 31 ] |
| 33      | Madagascar 3: Europe's Most Wanted          | 3,625,202       | 2012 | [ # 32 ] |
| 34      | Taken 3                                     | 3,615,559       | 2015 | [ # 33 ] |
| 35      | Last Vegas                                  | 3,591,566       | 2013 | [ # 34 ] |
| 36      | Sherlock Holmes: A Game of Shadows          | 3,579,843       | 2011 | [ # 35 ] |
| 37      | Maleficent                                  | 3,575,226       | 2014 | [ # 36 ] |
| 38      | Pompeii                                     | 3,556,257       | 2014 | [ # 37 ] |
| 39      | Transformers: Age of Extinction             | 3,464,278       | 2014 | [ # 38 ] |
| 40      | Godzilla                                    | 3,456,766       | 2014 | [ # 39 ] |
| 41      | Transformers: Dark of the Moon              | 3,421,946       | 2011 | [ # 40 ] |
| 42      | Inception                                   | 3,395,443       | 2010 | [ # 41 ] |
| 43      | The Twilight Saga: Breaking Dawn - Part 1   | 3,374,509       | 2011 | [ # 42 ] |
| 44      | The Great Gatsby                            | 3,329,865       | 2013 | [ # 43 ] |
| 45      | We're the Millers                           | 3,288,539       | 2013 | [ # 44 ] |
| 46      | The Hangover Part II                        | 3,272,936       | 2011 | [ # 45 ] |
| 47      | Shrek Forever After                         | 3,266,320       | 2010 | [ # 46 ] |
| 48      | The Three Musketeers                        | 3,247,324       | 2011 | [ # 47 ] |
| 49      | Brave                                       | 3,191,120       | 2012 | [ # 48 ] |
| 50      | 47 Ronin                                    | 3,172,948       | 2013 | [ # 49 ] |

## Filmele românești cu cele mai mari încasări
Fundalul verde reprezintă filmele care încă rulează în săptămâna curentă în cinematografele din România.
| Poziție | Titlu                                                    | Încasări în lei | An   | Ref      |
| ------- | -------------------------------------------------------- | --------------- | ---- | -------- |
| 1       | Miami Bici                                               | 7.663.883       | 2021 |          |
| 2       | Oh, Ramona                                               | 5.920.000       | 2019 |          |
| 3       | Selfie 69                                                | 2.676.667       | 2016 | [ # 50 ] |
| 4       | Poziția copilului                                        | 1,252,312       | 2013 | [ # 51 ] |
| 5       | Selfie                                                   | 1,145,986       | 2014 | [ # 52 ] |
| 6       | Minte-mă frumos                                          | 956,036         | 2012 | [ # 53 ] |
| 7       | Garcea și oltenii                                        | 799,585         | 2002 | [ # 54 ] |
| 8       | Ho Ho Ho 2: O loterie de familie                         | 774,802         | 2012 | [ # 55 ] |
| 9       | De ce eu?                                                | 764.438         | 2015 | [ # 56 ] |
| 10      | Despre oameni și melci                                   | 756,425         | 2012 | [ # 57 ] |
| 11      | Eu când vreau să fluier, fluier                          | 727,675         | 2010 | [ # 58 ] |
| 12      | 4 luni, 3 săptămâni și 2 zile                            | 653,497         | 2007 | [ # 59 ] |
| 13      | După dealuri                                             | 498,701         | 2012 | [ # 60 ] |
| 14      | Nașa                                                     | 435,690         | 2011 | [ # 61 ] |
| 15      | Cuscrii                                                  | 426,271         | 2014 | [ # 62 ] |
| 16      | Love Building                                            | 424,149         | 2013 | [ # 63 ] |
| 17      | Filantropica                                             | 399.109         | 2002 | [ # 64 ] |
| 18      | Poker                                                    | 391,321         | 2010 | [ # 65 ] |
| 19      | Amintiri din Epoca de Aur 1: Tovarăși, frumoasă e viața! | 354,629         | 2009 | [ # 66 ] |
| 20      | Ho Ho Ho                                                 | 349,133         | 2009 | [ # 67 ] |
| 21      | Supraviețuitorul                                         | 339,345         | 2008 | [ # 68 ] |
| 22      | America, venim!                                          | 327,588         | 2014 | [ # 69 ] |
| 23      | S-a furat mireasa                                        | 299,917         | 2012 | [ # 70 ] |
| 24      | Domnișoara Christina                                     | 292,756         | 2013 | [ # 71 ] |
| 25      | Orient Express                                           | 254.593         | 2004 | [ # 72 ] |

## Filmele cu cele mai mari încasări dupa an
Fundalul verde reprezintă filmele care încă rulează în săptămâna curentă în cinematografele din România.
| Anul | Titlu                                       | Încasări în lei       | Ref      |
| ---- | ------------------------------------------- | --------------------- | -------- |
| 1993 | Hot Shots! Part Deux                        | 27,281                | [ # 73 ] |
| 1994 | A doua cădere a Constantinopolului          | 58,314                | [ # 74 ] |
| 1994 | Jurassic Park                               | 263,728 (38,090)      | [ # 75 ] |
| 1995 | The Specialist                              | 61,784                | [ # 76 ] |
| 1996 | Independence Day                            | 148,436               | [ # 77 ] |
| 1997 | 101 Dalmatians                              | 215,238               | [ # 78 ] |
| 1998 | Titanic                                     | 2,510,296 (1,590,451) | [ # 79 ] |
| 1999 | The Mummy                                   | 334,654               | [ # 80 ] |
| 1999 | Star Wars Episode I: The Phantom Menace     | 709,205 (326,791)     | [ # 81 ] |
| 2000 | Gladiator                                   | 468,695               | [ # 82 ] |
| 2001 | The Mummy Returns                           | 630,287               | [ # 83 ] |
| 2002 | Garcea și oltenii                           | 799,585               | [ # 54 ] |
| 2003 | The Matrix Reloaded                         | 1,188,301             | [ # 84 ] |
| 2004 | Troy                                        | 1,182,820             | [ # 85 ] |
| 2005 | Star Wars Episode III: Revenge of the Sith  | 1,103,843             | [ # 86 ] |
| 2006 | The Da Vinci Code                           | 1,448,321             | [ # 87 ] |
| 2007 | Pirates of the Caribbean: At World's End    | 1,081,159             | [ # 88 ] |
| 2008 | Journey to the Center of the Earth          | 1,984,880             | [ # 89 ] |
| 2009 | Avatar                                      | 18,537,471            | [ # 1 ]  |
| 2010 | Alice in Wonderland                         | 4,572,425             | [ # 17 ] |
| 2011 | Pirates of the Caribbean: On Stranger Tides | 6,725,190             | [ # 8 ]  |
| 2012 | The Hobbit: An Unexpected Journey           | 8,278,047             | [ # 4 ]  |
| 2013 | The Hobbit: The Desolation of Smaug         | 7,959,529             | [ # 5 ]  |
| 2014 | The Hobbit: The Battle of the Five Armies   | 10,858,515            | [ # 3 ]  |
| 2015 | Fifty Shades of Grey                        | 5,584,726             | [ # 9 ]  |

## Cronologia filmului cu cele mai mari încasări în România

### Toate filmele
| Titlu                              | Stabilit în | Record stabilit | Ref      |
| ---------------------------------- | ----------- | --------------- | -------- |
| Independence Day                   | 1996        | 148,436         | [ # 77 ] |
| 101 Dalmatians                     | 1997        | 215,238         | [ # 78 ] |
| Titanic                            | 1998        | 1,590,451       | [ # 79 ] |
| Journey to the Center of the Earth | 2008        | 1,984,880       | [ # 89 ] |
| Ice Age: Dawn of the Dinosaurs     | 2009        | 6,858,821       | [ # 7 ]  |
| Avatar                             | 2010        | 18,537,471      | [ # 1 ]  |

### Doar filme românești
| Titlu             | Stabilit în | Record stabilit | Ref      |
| ----------------- | ----------- | --------------- | -------- |
| Garcea și oltenii | 2002        | 799.585         | [ # 54 ] |
| Minte-mă frumos   | 2012        | 956,036         | [ # 53 ] |
| Poziția copilului | 2013        | 1,252,312       | [ # 51 ] |